# Collinsia borea
Collinsia borea là một loài nhện trong họ Linyphiidae. Chúng được Ludwig Carl Christian Koch miêu tả năm 1879.